# Бурдариа, Марсель
Марсель Бурдариа (фр. Marcel Bourdarias, 23 января 1924, Париж — 17 апреля 1942, Форт Мон-Валерьен) — французский коммунист, участник французского Сопротивления (член Батальонов молодёжи), член нантской группы Спартако Гиско, казнившей немецкого коменданта города.